# SAP Kupa 2007 (E csoport)
A SAP Kupa volt az MNASZ Gyorsasági Bajnokság E csoportjának (együléses forma autók)  hatodik fordulója. Itt került megrendezésre a XI., XII. futam.

## XI. Futam

### Körröl körre
- Rajt: Bús Attila beragadt, Steiner és Pődör is elmegy mellette.
- 1.kör: Bús kétszer is megpördült, utolsóként folytatja a versenyt.
- 2.kör: Steiner Bianca keményen támadta az élen haladó Tukora Istvánt. A sorrend Tukora István, Steiner Bianca, Rátkai Ferenc, Pödör Balázs.
- 3.kör: Steiner továbbra is szorosan Tukora mögött haladt. Pödör Balázs a negyedik helyen visszaveri Nissany támadásait, mindössze 1 tizedmásodperc volt a két versenyző között.
- 4.kör: Az első öt versenyző szinte fej-fej mellett haladt.
- 5.kör: Pödör megelőzte Rátkait.
- 6.kör: A szemmel láthatóan is gyorsabb Steiner Biancának a hatodik körben sikerült megelőznie Tukorát, átvéve ezzel a vezető pozíciót. Rátkait Nissany is megelőzte. A sorrend Steiner, Tukora, Pödör, Nissany, Rátkai.
- 7.kör: Pödör a célegyenes utáni kanyarban előzni akarta Tukorát, aki szűken zárta az ívet, így a két versenyző összeakadt, és magukkal rántották Nissanyt is. Nissany és Tukora folytatni tudta a versenyt.
- 8.kör: Steiner előnye már 10 másodperc. A csetepatét követően a sorrend Steiner, Rátkai, Nissany, Tukora.
- 9.kör: Tukora defektet kapott, autója lassan körözött tovább.
- 10.kör: Nissanynak három kör is elég volt ahhoz, hogy felzárkózzon, és meg is előzze a második helyen haladó Rátkait.
- 11.kör: Steiner, Nissany, Rátkai a sorrend.
- 12.kör: Az izraeli versenyző körönként két másodpercet faragott hátrányából.
- 13.kör: dr. Darvai Tünde a pálya utolsó szakaszán lecsúszott a fűre, Nissany már csak 7,9 másodpercre van Steiner Biancától.
- 14.kör: A befutó: Steiner, Nissany, Rátkai.

### Végeredmény
|      | Rsz. | Versenyző        | Autó                  | Egyesület            | Körök | Idő/Kiesések | Kül.       |
| ---- | ---- | ---------------- | --------------------- | -------------------- | ----- | ------------ | ---------- |
| 1    | 25   | Steiner Bianca   | Szász Motorsport      | Formula Renault      | 14    | 29:09.334    |            |
| 2    | 21   | Chanoch Nissany  | Szász Motorsport      | Nissar AER           | 14    | 29:15.442    | + 6.108    |
| 3    | 31   | Rátkai Ferenc    | BOVI Motorsport       | Coloni               | 14    | 29:44.614    | + 35.280   |
| 4    | 55   | Eszenyi László   | VOLÁN Autós SC        | Formula Renault 2000 | 14    | 30:52.165    | + 1:42.831 |
| 5    | 35   | Bús Attila       | Szász Motorsport      | Dallara Alfa         | 13    | 29:46.518    | + 1 kör    |
| 6    | 36   | dr. Darvai Tünde | GFS Racing Team       | Opel Lotus           | 13    | 30:02.671    | + 1 kör    |
| 7    | 24   | Tukora István    | Patkó Autó-Motorsport | Formula Renault 2000 | 12    | 28:42.127    | + 2 kör    |
| kie. | 22   | Pödör Balázs     | Patkó Autó-Motorsport | Formula Renault 2000 | 6     | 18:14.868    | Baleset    |

## XII. Futam

### Körröl körre
- Rajt: Bús Attila beragadt, Steiner Bianca kihasználva az alkalmat feljött a második helyre.
- 1.kör: Bús bizonytalankodott a második kanyarban, felvert egy kis port, és visszacsúszott a negyedik helyre.
- 2.kör: Nissany és Steiner haladnak az élen, Bús felzárkózik Tukorára.
- 3.kör: A célegyenes utáni kanyarban Bús és Pödör is kifékezték Tukorát.
- 4.kör: Nissany, Steiner, Bús, Pödör, Tukora a sorrend a kör végén.
- 6.kör: Bús már csak két másodpercre van Steinertől.
- 7.kör: Eszenyi megelőzte Tukorát.
- 8.kör: Bús Attila szorgalmasan farag tizedmásodperceket a hátrányából.
- 9.kör: Búsé a leggyorsabb kör, már csak 6 tizedmásodperc előnye van az osztrák lánynak.
- 10.kör: Bús megérkezett szorosan Bianca mögé, majd három körön keresztül csatáznak, de Attila végül feladja, és megelégszik a harmadik hellyel.
- 14.kör: A befutó: Nissany, Steiner, Bús, Pödör, Eszenyi, Tukora, Rátkai, Darvai.

### Végeredmény
|    | Rsz. | Versenyző        | Autó                  | Egyesület            | Körök | Idő/Kiesések | Kül.     |
| -- | ---- | ---------------- | --------------------- | -------------------- | ----- | ------------ | -------- |
| 1  | 21   | Chanoch Nissany  | Szász Motorsport      | Nissar AER           | 14    | 29:18.042    |          |
| 2  | 25   | Steiner Bianca   | Szász Motorsport      | Formula Renault      | 14    | 29:28.341    | + 10.299 |
| 3  | 35   | Bús Attila       | Szász Motorsport      | Dallara Alfa         | 14    | 29:35.221    | + 17.179 |
| 4  | 22   | Pödör Balázs     | Patkó Autó-Motorsport | Formula Renault 2000 | 14    | 29:54.739    | + 36.697 |
| 5  | 55   | Eszenyi László   | VOLÁN Autós SC        | Formula Renault 2000 | 14    | 30:01.278    | + 43.236 |
| 6  | 24   | Tukora István    | Patkó Autó-Motorsport | Formula Renault 2000 | 14    | 30:03.152    | + 45.110 |
| 7  | 31   | Rátkai Ferenc    | BOVI Motorsport       | Coloni               | 14    | 30:03.393    | + 45.351 |
| 8. | 36   | dr. Darvai Tünde | GFS Racing Team       | Opel Lotus           | 13    | 30:16.8174   | + 1 kör  |

## Külső hivatkozások
- SAL Kupa honlapja
- Magyar Nemzeti Autósport Szövetség hivatalos honlapja